# Лео Раян
Лео Раян (нар. 5 травня 1925 року в Лінкольні, пом. 18 листопада 1978 року в Джонстауні) — американський політик-демократ, конгресмен.

## Біографія
Народився 5 травня 1925 року в Лінкольні, штат Небраска. У дитинстві він також жив у Іллінойсі, Нью-Йорку, Флориді, Массачусетсі та Вісконсині. Під час Другої світової війни він приєднався до ВМС США і служив у ньому до 1946 року – був матросом на підводних човнах. Після повернення до рідної Небраски він відвідував Крейтонський університет, а потім переїхав до Каліфорнії, щоб стати вчителем середньої школи.

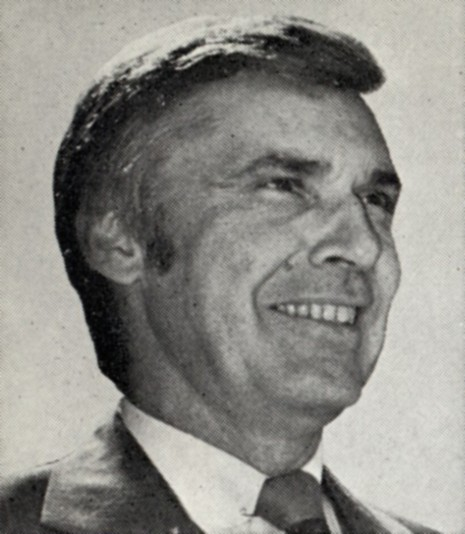
Офіційне фото Конгресу під час першого терміну Лео Раяна на посаді конгресмена, 1973 рік

Він почав займатися політикою, пропрацювавши шість років у міській раді Південного Сан-Франциско, а в 1962 році став її мером, але протримався на цій посаді лише кілька місяців, оскільки того ж року став членом Конгреса Каліфорнії і служив там до 1972 року. З 1973 року він обіймав посаду члена Палати представників США від 11 округу Каліфорнії.
Відомий своїм бажанням дізнатися більше про теми, якими він займався. Під час заворушень 1965 року він переїхав до афроамериканської родини, щоб дізнатися про життя громади. Працюючи в комітеті з розробки тюремної реформи, він провів десять днів анонімно у в’язниці Фолсом.
У 1978 році він зацікавився діяльністю сімей членів існуючої в США секти «Народний храм», які вимагали від влади розслідування її діяльності. Раян організував поїздку до центру культу в Джонстауні, Гаяна, щоб спостерігати за ним і відвезти до Сполучених Штатів тих, хто хотів залишити культ. Він прибув до Джонстауна 17 листопада 1978 року і швидко виявив, що там є група людей, які хочуть втекти зі збору. Наступного дня він вів переговори щодо виїзду частини людей до США. Тоді один із сектантів намагався вбити його ножем. Інший член асамблеї напав на делегацію, коли вони сідали в літак, відкривши вогонь, убивши Раяна та чотирьох інших і поранивши десятьох. 

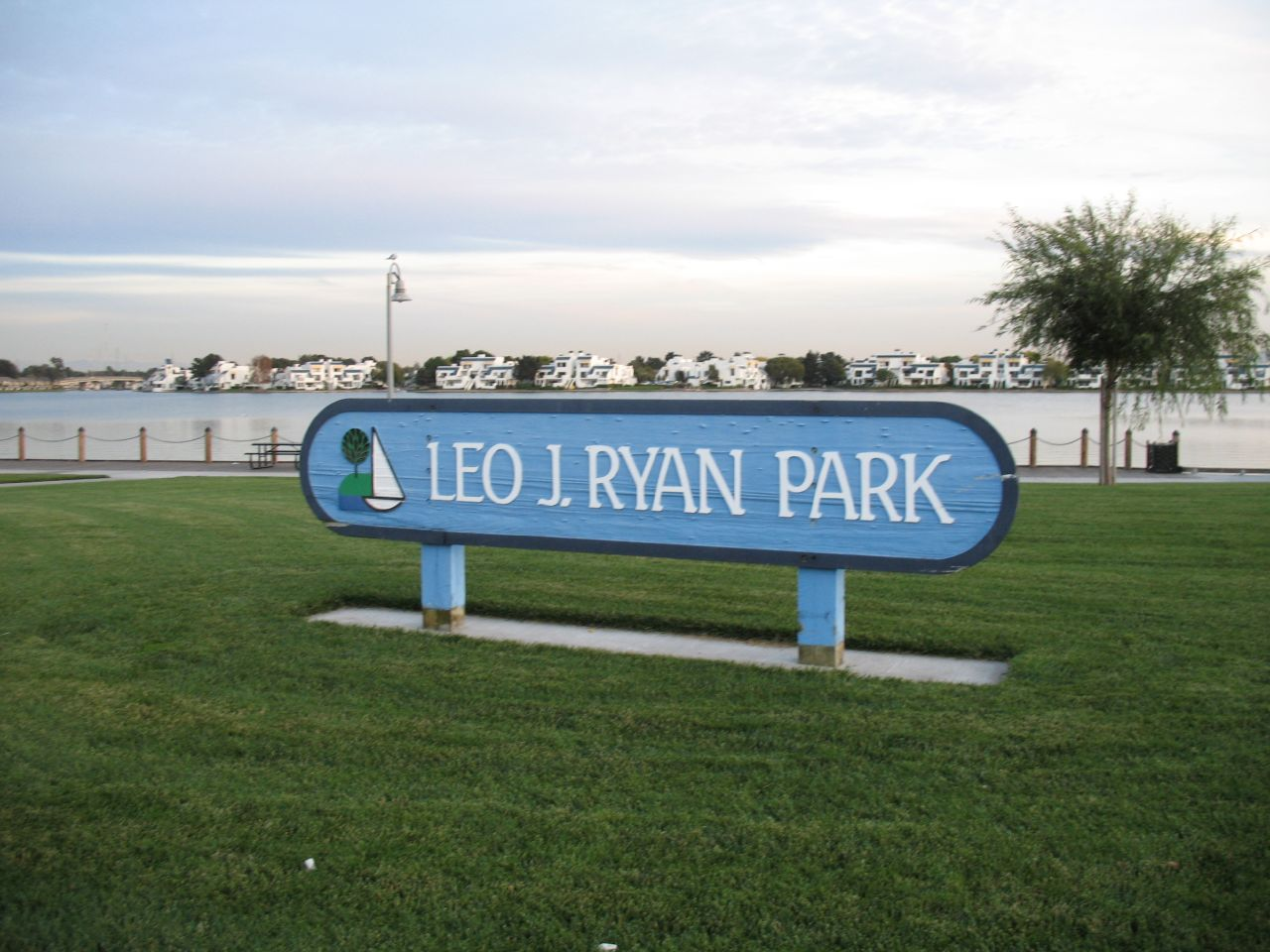
в Фостер-Сіті, Каліфорнія був названий на честь і в пам'ять про конгресмена Лео Дж. Раяна.

Лідер культу Джим Джонс відреагував на смерть конгресмена, закликавши членів асамблеї вчинити масове самогубство того ж дня. В результаті понад 900 людей загинули, деякі проти власної волі.
У 1983 році він був посмертно нагороджений Золотою медаллю Конгресу.